# Shape of My Heart (chanson des Backstreet Boys)
 (novembre 2012).
Si vous disposez d'ouvrages ou d'articles de référence ou si vous connaissez des sites web de qualité traitant du thème abordé ici, merci de compléter l'article en donnant les références utiles à sa vérifiabilité et en les liant à la section « Notes et références ».
Pour les articles homonymes, voir Shape of My Heart.
Singles de Backstreet Boys
The One
(2000) The Call
(2001)
Clip vidéo
[vidéo] « Shape of My Heart », sur YouTube
Shape of My Heart est une chanson du groupe américain pop band Backstreet Boys de leur quatrième album studio, Black & Blue. 
Il s'agit de leur premier single de l’album publié en octobre 2000. Les paroles ont été écrites par Max Martin et Rami Yacoub qui sont également les producteurs de la chanson, coécrite par Lisa Miskovsky.
Au départ la chanson a commencé par être le no 9 aux États-Unis sur le Billboard Hot 100 en même temps elle est placée en no 1 Billboard Top 40 Mainstream Chart[réf. nécessaire]. Aussi, durant les 44e Grammy, la chanson a remporté un Grammy Award inscription, prix de la meilleure réussite pop par un duo ou un groupe accompagné de chant[réf. nécessaire].